# Johanneskyrkan, Leipzig
Johanneskyrkan (tyska: Johanniskirche) var en kyrkobyggnad i den östra förstaden i Leipzig, Tyskland. Den låg vid Johannisplatz, öster om Leipzigs centrala del (Innenstadt). Under andra världskriget blev kyrkan allvarligt skadad, och ruinen sprängdes under efterkrigstiden.
Johanneskyrkan byggdes på 1300-talet. Den förstördes delvis 1547 och revs därefter, den återuppbyggdes på nytt 1582–84. Först 1746–49 fick kyrkan ett torn i barockstil.
Under och efter slaget vid Leipzig 1813 tjänade Johanneskyrkan som lasarett. 1894–97 revs kyrkan, med undantag för tornet, och en ny kyrka i nybarock efter ritningar av Hugo Licht byggdes. Benen efter kompositören Johann Sebastian Bach, vilka hittades vid rivningen 1894, samt Christian Fürchtegott Gellerts ben, begravdes i sarkofager framför koret.
Efter att Johanneskyrkan blivit svårt skadad under andra världskriget sprängdes ruinerna av kyrkorummet den 19 februari 1949, och ruinerna efter tornet den 9 maj 1963. Bachs ben begravdes i Thomaskyrkan, och Gellerts i Paulikyrkan.
2003 bildades föreningen Bürgerverein Johanniskirchturm e. V. med målet att återuppbygga Johanneskyrkans torn på dess ursprungliga plats.

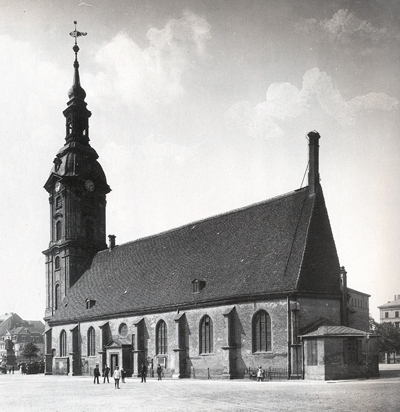
Johanneskyrkan före ombyggnaden, foto från 1887.
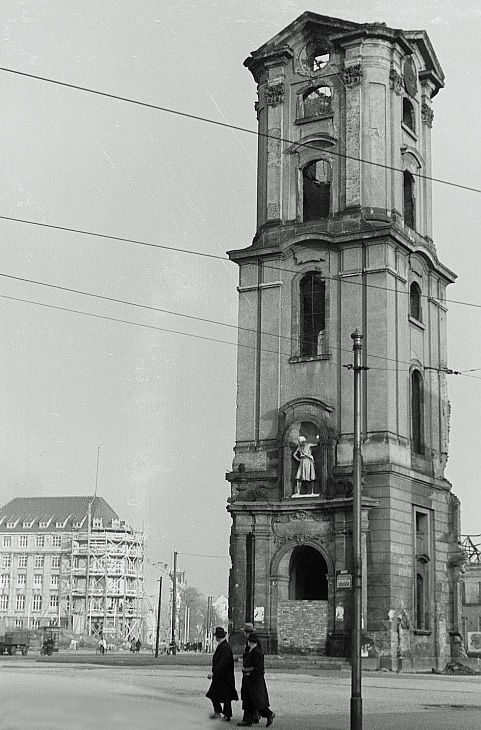
Ruinen av kyrktornet, foto från 1951.